# Популациони индекс
Популациони индекс (r) метеорског роја представља меру сјајности датог роја. Рачуна се за сваки рој понаособ и, грубо узев, може се рећи да ројеви популационог индекса 2,0 – 2,5 обилују сјајнијим метеорима, док ројеви код којих је популациони индекс већи од 3,0 обилују мање сјајним метеорима.
Северноамеричка метеорска мрежа дефинише популациони индекс као број метеора једне магнитуде подељен бројем метеора прве сјајније махнитуде:
{\displaystyle r={\frac {n_{m}}{n_{m-1}}}}
Како се број магнитуда које посматрач види смањује са опадањем сјајности метеора, у стварности крива број метеора – сјајност није експоненцијална, већ у једном тренутку достиже свој максимум након чега опада. Због тога је битно које се магнитуде узимају за процену популационог индекса – ако су узете превише сјајни метеори може да се деси да их не буде довољно, односно да статистичка грешка буде превелика. Са друге стране, ако су узети превише слаби метеори, можда су они који су за једну магнитуду сјајнији превише промакли посматрачима. Зато се развијају статистички модели како би се што прецизније одредио популациони индекс.

## Популациони индекс различитих потока
С обзиром на то да различити потоци у оквиру једног метеорског роја могу да буду различите старости, то метеори који припадају овим потоцима могу да имају и различити популациони индекс. Старији потоци обилују масивнијим метеороидима, због чега имају и мањи популациони индекс.